# Uberlândia
Uberlândia es un municipio brasileño del interior del estado de Minas Gerais, en la región conocida como el Triángulo Minero. Con 731 882 habitantes según el censo de 2022 del Instituto Brasileño de Geografía y Estadística (IBGE), es el segundo municipio más poblado de Minas Gerais (Anexo:Municipios de Minas Gerais). 
Con 537 kilómetros de distancia de la capital del estado, Belo Horizonte, la región de Uberlândia era habitada por indígenas kayapós y bororos, hasta la llegada del bandeirante Bartolomeu Bueno da Silva, en 1632. A finales de la década de 1880, el municipio São Pedro de Uberabinha se independizó de Uberaba, pero solamente en 1929 la ciudad pasó a llamarse "Uberlândia". Después de su independencia, hubo un grande crecimiento del area urbana de la ciudad, en el inicio del siglo XX, Uberlândia ya tenía una diversificación en las ramas industriales. 
El clima de Uberlândia es tropical de altitud, con pocas lluvias durante el invierno y una temperatura media anual de 22,3 grados centígrados, teniendo inviernos secos y agradables, y veranos lluviosos con temperaturas altas. El mes más caluroso es febrero y el mes más frío es junio. En la vegetación del municipio predomina el cerrado. Su Índice de Desarrollo Humano (IDH), según datos del 2010, es del 0,789, considerado "alto" por la Organización de las Naciones Unidas, siendo el tercer municipio con mejor IDH del estado y el 71° de Brasil, estando, inclusive, por encima de la media estatal y nacional, que fueron calculadas en el mismo año como 0,731 y 0,699, respectivamente. 
La ciudad de Uberlândia fue emancipada de Uberaba a finales de la década de 1880. Su denominación actual fue introducida por la Ley Estatal 1 128, del 19 de octubre de 1929. Es también la mayor ciudad ciudad del Triángulo Minero. Cuenta con una localización geográfica privilegiada, ya que tiene vías que la ligan a los grandes centros nacionales, como São Paulo, Río de Janeiro, Belo Horizonte, Goiânia y Brasilia. Los mayores centros económicos de Brasil cuentan con Uberlândia como punto de conexión.
El municipio cuenta también con una importante tradición cultural, que va desde su artesanía hasta el teatro, la música y el deporte. Su principal y más tradicional club de fútbol es el Club Deportivo Uberlândia, fundado en noviembre de 1922. Uberlândia también destaca en el turismo, con sus diversos atractivos culturales, naturales y arquitectónicos, tales como el Mercado Municipal, el Parque del Sabiá, el Parque Municipal Victorio Siquierolli, la Plaza Clarimundo Carneiro, la Plaza Tubal Vilela, la Plaza de la Cicota/Rosario y la famosa Avenida Rondón Pacheco. Uno de sus principales eventos es el carnaval de Uberlândia, que, además de bailes de clubes, cuenta con la participación de cuatro escuelas de samba que realizan un carnaval de calle en la ciudad.
El primer nombre de la ciudad fue el de San Pedro de Uberabinha, denominación recibida cuando se convirtió en distrito de Uberaba el 21 de mayo de 1852. Posteriormente cambió su nombre a Uberabinha por la Ley Estatal n.º 23 durante la fecha de su instalación el 14 de marzo de 1891. Más tarde, la ciudad recibió el nombre de Uberlândia por la Ley Estatal n.º 1.128, denominación que permanece hasta los tiempos actuales.
"Uberlândia" es un nombre compuesto por dos términos de orígenes diferentes: "uber" y "lândia":
"Uber" proviene del latín ("fértil");
"Lândia" proviene del alemán land ("tierra").
Uberlândia fue fundada el 31 de agosto de 1888. El primer hombre de origen europeo en pisar la región del actual municipio de Uberlândia, territorio hasta entonces habitado por indios caiapós y bororós, fue el bandeirante Bartolomeu Bueno da Silva, en 1632. 
Después de la emancipación de Uberlândia, hubo un gran crecimiento en el área urbana de la ciudad. En 1897 fue instalada la primera escuela secundaria del municipio: el Colegio Uberabinhense. El 7 de enero de ese mismo año comenzó a circular "La Reforma", el primer diario de la ciudad. En los inicios del siglo XX, la ciudad ya poseía una diversificación en los ramos industriales, tales como: fábrica de cerveza, zapatería, fábrica de cigarros, herrería, entre otras.
Hasta el año 1908, las actividades sociales de la población se basaban en conmemoraciones religiosas y también de los sacramentos, como ir a misa los domingos, participar en bautismos, casamientos, festividades, que ayudaban a los fieles a seguir sus deberes religiosos y fomentar los convivios. La población también organizaba presentaciones de bandas de música los domingos, se realizaban concursos de belleza y existían casas de juegos, consideradas como espacios de interacción.
Con el desarrollo demográfico de la ciudad, hubo necesidad de invertir en la infraestructura municipal y en el área de la cultura. A lo largo de todo el siglo XX, fueron creados los cinemas en Uberlândia, diversas casas de diversión, teatros y la Casa de la Cultura, que es la institución que abriga los acervos culturales del municipio, inaugurada en 2008. Su sede está situada en un predio que fue construido entre 1922 y 1924.
Uberlândia cuenta con escuelas en todas las regiones del municipio. Debido a la intensa urbanización, los habitantes de la zona rural tienen fácil acceso a las escuelas en los barrios urbanos próximos. En julio de 2015 la red municipal contaba con 54 escuelas. La ciudad tiene además varias facultades y una universidad federal, la Universidad Federal de Uberlândia (UFU), la cual tiene una población universitaria de aproximadamente cincuenta mil estudiantes; comenzó sus actividades el 14 de agosto de 1969 por el decreto-ley número 762 y se convirtió en una universidad federal a través de la Ley número 6.532, el 24 de mayo de 1978. La ciudad también cuenta con una de las mayores universidades particulares del estado, la Facultad Pitágoras, representada por la UNIMINAS.

## Clima
El clima de Uberlândia puede ser clasificado como clima tropical de sabana (Aw), de acuerdo con la clasificación climática de Köppen.

## Economía

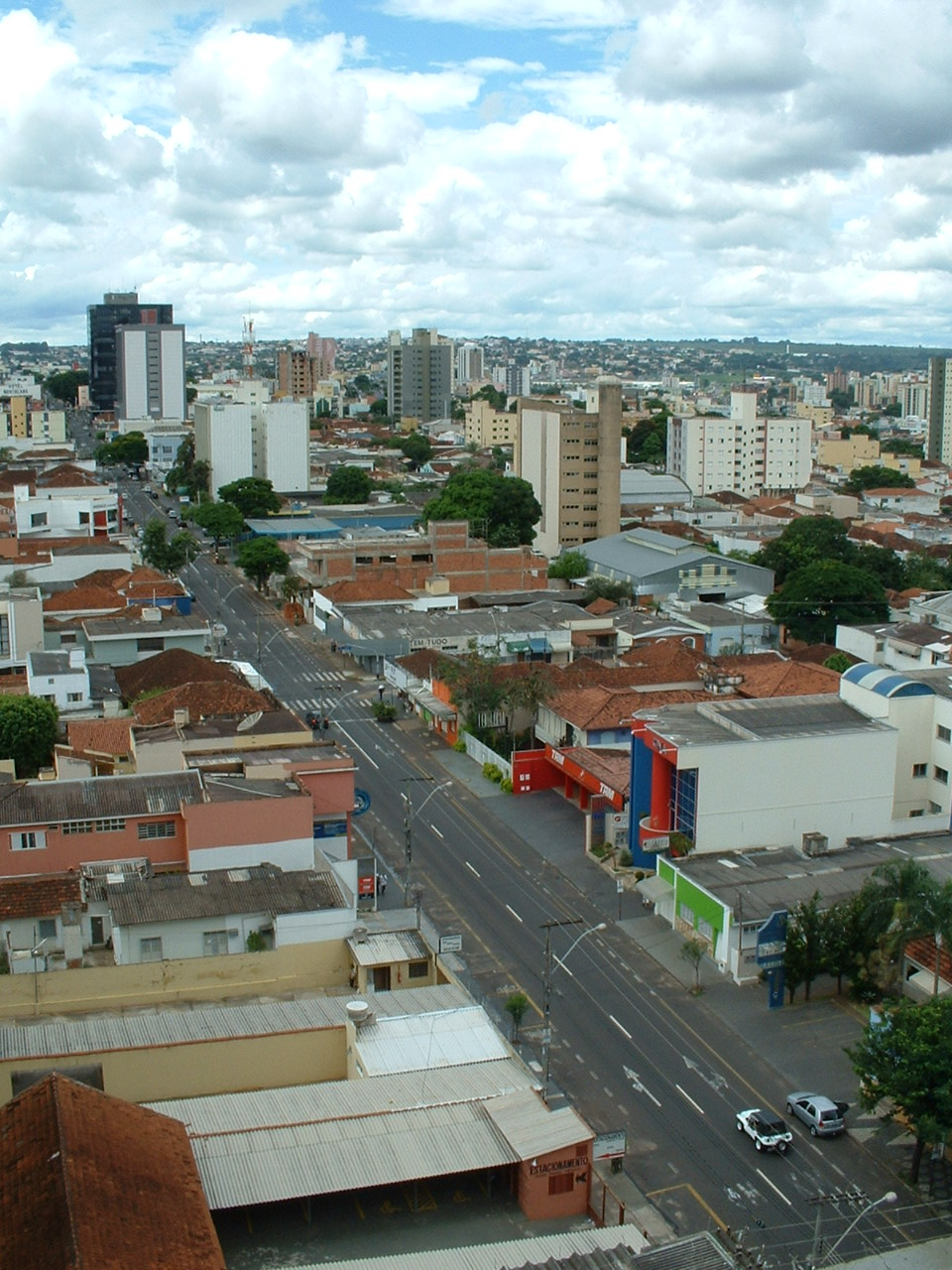
La avenida Cesário Alvim, en Uberlândia.

La economía está basada en las agroindustrias, que formaron en la región un gran centro industrial, también destaca el sector servicios. Tienen residencia en la ciudad grandes empresarios nacionales e internacionales debido a la localización estratégica en el centro del Brasil. Es una de las ciudades más modernas del país.
Debido al continuo flujo migratorio, hubo un gran aumento en la población de la ciudad en los últimos treinta años, y a pesar de la pujanza económica de las grandes empresas que se encuentran en las ciudad, Uberlândia se caracteriza por ofrecer una abundante mano de obra con los salarios, en general, menores que en otras ciudades de mayor tamaño; por ello el proceso de inmigración, tanto nacional como internacional.
Uberlândia tiene varios hipermercados: Carrefour, Extra, Bretas, y se hallan en construcción otros hipermercados de gama similar, el Super Center Wal-Mart, cuya apertura estaría prevista para el primer semestre de 2008, centros comerciales con tiendas donde se puede encontrar las últimas tendencias de la moda mundial.
Es una ciudad cosmopolita de tamaño reducido, tiene gran vocación de capital de negocios de Brasil. Es la principal ciudad de la región del Triángulo Minero, ocupa puestos privilegiados en calidad de vida, superando los niveles europeos.
la población de mayoría clase media-alta alza la ciudad al tope de las principales ciudades del estado de Minas Gerais y del país. La ciudad comenzaría un plan para convertirse en subsede del mundial de fútbol de 2014.
El producto interno bruto (PIB) de Uberlândia es el 27º mayor de Brasil,[6] destacándose en el área de prestación de servicios. En los datos del Instituto Brasileño de Geografía y Estadística (IBGE) de 2008, el municipio poseía 14 270 392,490 mil reales brasileños[6] en su producto interno bruto. 
La agricultura es el sector menos relevante de la economía de Uberlândia, produce maíz, soja, caña de azúcar, miel de abeja. La industria es actualmente el segundo sector más relevante para la economía uberlandense. Una importante parcela de participación del estor secundario municipal es oriunda del Distrito Industrial Guiomar de Freitas Costa, localizado en zona norte de la ciudad. En él, están las principales industrias de la ciudad, inclusive instalaciones de algunas de las mayores empresas de Brasil y multinacionales, como Cargill Agrícola, Casas Bahia, Algar Telecom (antiga CTBC), Monsanto, Petrobras, Sadia, Souza Cruz y Coca-Cola.
Uberlândia cuenta también con la AmBev, que tiene un centro de distribución en la zona oeste y una fábrica, planificada para ser la mayor del mundo, localizada en zona rural del extremo sudeste de la ciudad. El Center Shopping es la mayor zona comercial de compras de Uberlândia y de todo el interior de Minas Gerais, mientras que Uberlândia Shopping, es el mayor de la zona sur y el segundo más grande de la ciudad.
Las prestaciones de servicios es el sector de mayor fuente generadora del PIB uberlandense.

## Ciudades hermanadas
Ciudades-hermanas es una iniciativa del Núcleo de las Relaciones Internacionales, que busca la integración entre la ciudad y otros municipios nacionales y extranjeros. La integración entre los municipios es firmada por medio de convenios de cooperación, que tiene el objetivo de asegurar la manutención de la paz entre los pueblos, basada en la fraternidad, la felicidad, la amistad y el respeto recíproco entre las naciones. Las ciudades hermanas de Uberlândia son:
Rondonópolis, en Brasil.
Heze, en China.